# Atelopus angelito
Atelopus angelito és una espècie d'amfibi pertanyent a la família dels bufònids i de la qual no hi ha cap registre confirmat des del 12 d'abril del 1995.

## Etimologia
Angelito fa referència a Miguel Ángel Barrera pel seu descobriment de la sèrie d'espècimens tipus.

## Descripció
Els mascles fan 34,8 mm de longitud rostre-cloacal i les femelles entre 41 i 49,2. Cap pla al dors i amb el musell curt. Narius externs molt lleugerament prominents i situats més a prop de l'extrem de la boca que dels ulls. Glàndules paròtides lleument visibles. Avantbraços robustos. Dits amb els extrems arrodonits. Potes anteriors curtes. Genolls, turmells i tarsos sense plecs. Peus moderadament palmellats (els dits I, II i V totalment palmellats, el III amb 1½ falanges lliures i el IV amb 2½). El tubercle metatarsià exterior és arrodonit i l'intern pla i rodó. Potes davanteres i del darrere cobertes amb petites berrugues. Superfície plantar amb abundants protuberàncies petites i irregulars. Cap i tronc gruixuts i amb algunes berrugues al tronc. Els mascles tenen un parell d'obertures vocals i avantbraços més robustos que les femelles. Els mascles presenten excrescències nupcials, les quals estan formades per espínules fines queratinitzades que cobreixen la superfície dorsal del dit I. Els exemplars vius presenten el dors de color verd pèsol i amb taques disperses negres. Ventre de color blanc cremós i amb petites taques negres allargades de forma i grandària irregular. Flancs amb grans berrugues i de color crema i negre en els espècimens colombians o groguenc-crema amb un reticulat negre i gruixut en el cas de les femelles de l'Equador. Palmells i plantes de les extremitats de color groc. Iris de color groc verdós i amb una línia circular de color negre i gruixuda paral·lela a la pupil·la en els espècimens colombians o marró fosc amb una mena de sanefa groga en la pupil·la en els exemplars equatorians. Conservats en etanol al 70%, el dors és gris amb taques negres i tota la coloració que en vida era groga esdevé de color crema.

## Hàbitat i distribució geogràfica
Es troba en una àrea de 533 km² i a una altitud de 2.500-3.000 m d'altitud al nord de l'Equador (la serralada Occidental a la província de Carchi) i Colòmbia (els contraforts orientals de la serralada Central del departament del Cauca). Habita entre la vegetació de les ribes dels rius i, en el cas de l'Equador, els boscos montans humits amb una precipitació anyal de 1.051 mm i una temperatura mitjana anyal de 14,2 °C.

## Principals Amenaces
Hi ha hagut una minva seriosa de les poblacions d'altres espècies d'Atelopus de gran altitud a la mateixa regió, la qual cosa suggereix que aquesta espècie també podria estar en risc. Les causes d'aquesta disminució són degudes aparentment a la quitridiomicosi i als efectes del canvi climàtic.

## Observacions
No hi ha informació sobre els seus hàbits reproductius ni sobre la seua capacitat per a tolerar pertorbacions mediambientals.